# Giovanni Antonio Farina
Giovanni Antonio Farina, também conhecido como São João Antônio Farina (Gambellara, 11 de janeiro de 1803 – Vicenza, 4 de março de 1888) foi um bispo católico italiano, fundador da Congregação das Irmãs Mestras de Santa Doroteia, filhas dos Sagrados Corações.

## Biografia
Início da vida e família
Giovanni Antonio Farina nasceu em Gambellara, na província veneziana, de Pedro Farina (30 de janeiro de 1768 - 22 de setembro de 1864) e Francesca Bellame. Farina teve dez irmãos: Giacomo (28 de março de 1792), Teresa (17 de março de 1793), Gio Batta (6 de janeiro de 1795), Maddalena (30 de janeiro de 1796), Girolamo (14). Fevereiro de 1801), Pietro (nascido em 2 de março de 1806), Lucia Fortunata-Farina (nascido em 18 de agosto de 1807), Giambattista (nascido em 18 de outubro de 1809) e Palma (nascido em 17 de outubro de 1811).
Após a morte de seu pai em 1864, Farina foi orientado por seu tio materno Antonio, que era padre. Aos 15 anos, ingressou no seminário em Vicenza .
Giovanni Antonio Farina, nascido em Gambellara (Vicenza) em 11 de janeiro de 1803, foi educado desde a infância, ao estudo e à prática religiosa do tio, um padre.
Inteligente e bem treinado em todas as disciplinas, foi contratado como professor de eloquência sagrada e do Seminário de Vicenza antes da consagração como sacerdote em 1827.
Mais tarde, tornou-se padre, ainda mais claramente mostrou sua sensibilidade como educador nos compromissos assumidos ao serviço das instituições de ensino na cidade. Em particular, ele imediatamente guiou o seu trabalho pastoral e seu compromisso com o Evangelho, através da Congregação das Irmãs Mestras de Santa Doroteia, filhas dos Sagrados Corações, que ele fundou em 1836. Na educação, em particular sustentada e inovadora das meninas que eram surdas e cegas.
O projeto educativo expandiu-se ao longo do tempo na Itália e em outras nações, encarnou em várias formas de trabalho de caridade, motivada pela necessidade da sociedade.
Ele foi bispo de Treviso (1850-1860), em junho de 1860 quando foi transferido para a Sé de Vicenza participou do Concílio Vaticano I, onde ele estava entre os partidários da definição do dogma da infalibilidade papal. Em Vicenza permaneceu até 4 de março de 1888, o dia de sua morte.
Quando era Bispo de Treviso, em 18 de setembro de 1858 ordenou padre Giuseppe Melchiorre Sarto, futuro Papa Pio X.
Em 4 de novembro de 2001 foi declarado beato pelo papa João Paulo II e em 23 de novembro de 2014 foi canonizado pelo papa Francisco.
Sua memória litúrgica é comemorada em 14 de janeiro.

## Ligações Externas
- Biografia (Vaticano)
- www.santiebeati.it
- Site da SDVI em Vicenza